# Prohendelia freyi
Prohendelia freyi är en tvåvingeart som beskrevs av Soos 1963. Prohendelia freyi ingår i släktet Prohendelia och familjen träflugor.
Artens utbredningsområde är Taiwan. Inga underarter finns listade i Catalogue of Life.